# 극야

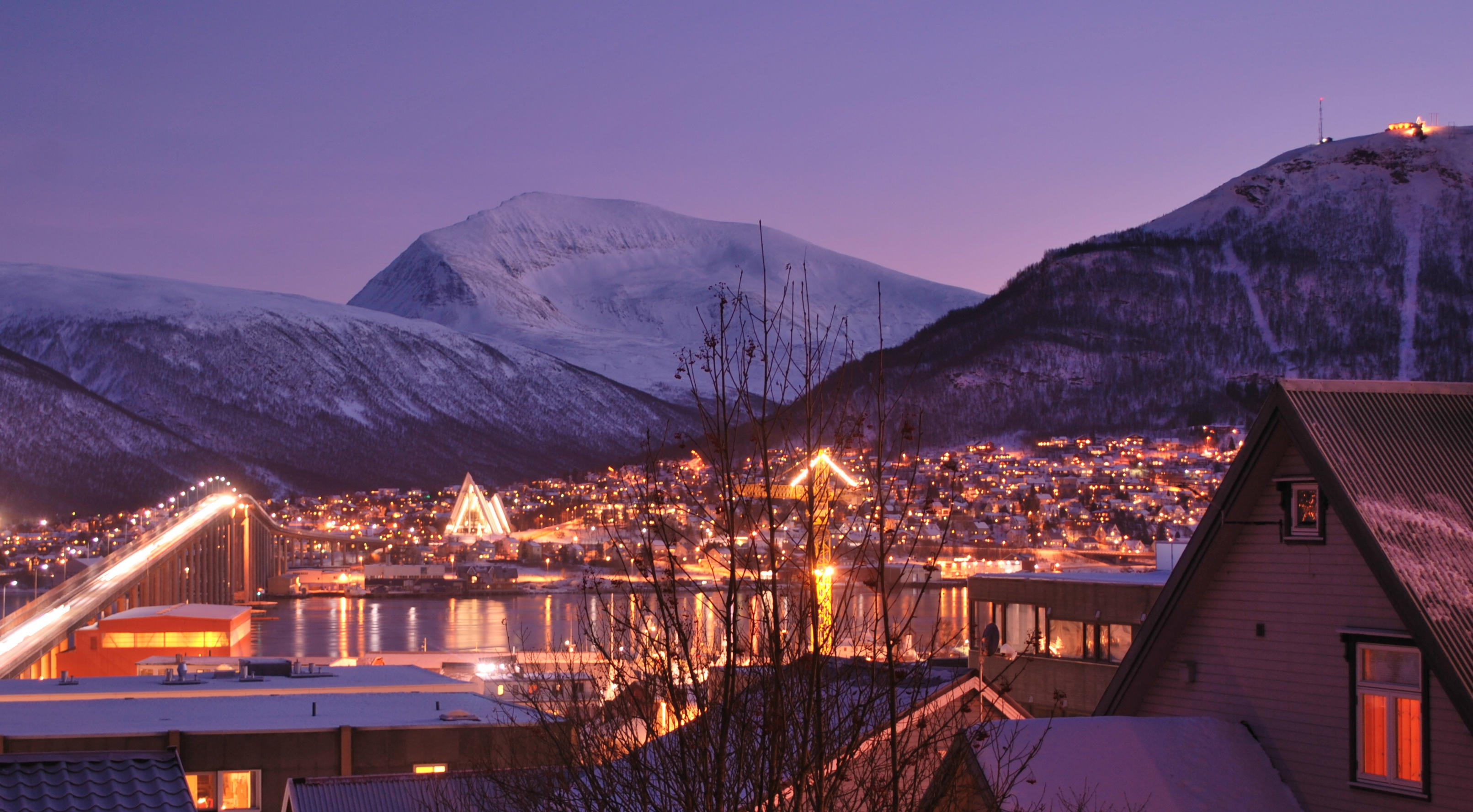
극야 기간의 노르웨이 트롬쇠 지역(오후 2시경

극야(極夜)는 위도 66.5° 이상인 지역에서 겨울 동안 낮에도 어두운 현상을 말한다. 즉, 흑야라고 하지 않고 극야라고 하는 이유는 극지방(polar)에서 발생하기 때문에 이 단어가 붙여진 것이다.

## 현상
하루 중 태양의 최고 고도가 0° 이하일 때 일어난다. 즉, 넓은 의미로는 천문박명, 항해박명, 시민박명으로 인한 극야 현상도 모두 포함한다.

## 기간
극야 현상이 일어나는 기간을 태양의 적위로 나타내면 다음과 같다.
|                  | 완전한 극야 현상 (하루 중 태양의 최고 고도가 -18° 이하) | 천문박명으로 인한 극야 현상 (하루 중 태양의 최고 고도가 -18° ~ -12°) | 항해박명으로 인한 극야 현상 (하루 중 태양의 최고 고도가 -12° ~ -6°) | 시민박명으로 인한 극야 현상 (하루 중 태양의 최고 고도가 -6° ~ 0°) | 극야 현상이 아예 일어나지 않음 (하루 중 태양의 최고 고도가 0° 이상) |
| ---------------- | ------------------------------------------------------- | -------------------------------------------------------------------- | ------------------------------------------------------------------- | ----------------------------------------------------------------- | ------------------------------------------------------------------- |
| 위도 90°         | -23.45° ~ -18°                                          | -18° ~ -12°                                                          | -12° ~ -6°                                                          | -6° ~ 0°                                                          | 0° ~ +23.45°                                                        |
| 위도 84.55°      | -23.45°                                                 | -23.45° ~ -17.45°                                                    | -17.45° ~ -11.45°                                                   | -11.45° ~ -5.45°                                                  | -5.45° ~ +23.45°                                                    |
| 위도 78.55°      | -                                                       | -23.45°                                                              | -23.45° ~ -17.45°                                                   | -17.45° ~ -11.45°                                                 | -11.45° ~ +23.45°                                                   |
| 위도 72.55°      | -                                                       | -                                                                    | -23.45°                                                             | -23.45° ~ -17.45°                                                 | -17.45° ~ +23.45°                                                   |
| 위도 66.55°      | -                                                       | -                                                                    | -                                                                   | -23.45°                                                           | -23.45° ~ +23.45°                                                   |
| 위도 0° ~ 66.55° | -                                                       | -                                                                    | -                                                                   | -                                                                 | -23.45° ~ +23.45°                                                   |

즉, 위도 84.55° 이상인 지역에서는 하루 내내 태양이 지평선(또는 수평선) 위로 뜨지 않아, 하루 내내 밤이 지속되는 경우가 있다. 만약, 천문박명으로 인한 극야 현상까지 포함한다면, 극점에서는 추분에서 춘분까지 극야 현상이 일어난다. 러시아, 캐나다, 미국의 알레스카, 핀란드, 노르웨이, 아이슬란드, 스웨덴이 여기에 해당된다. 극야 지역에서는 때로는 오전 10시에도 새벽처럼 듬성듬성하며 오후 1시가 되면 태양은 떠오르지 않은 대신 아침같이 잠시 밝아지다가 오후 3시 되면 저녁때처럼 점점 어두워진다. 즉, 극야는 오전 11시부터 새벽처럼 점점 날이 새다가 오후 3시까지는 밝고, 오후 3시 이후부터 오전 11시 이전까지는 어둡다.
또한, 위도 66.55° 인 지역에서는 시민박명으로 인한 극야 현상만 일어난다. 그리고 그 날짜는 동지 때이다.
그리고 위도가 높은 지역으로 올라갈수록, 이 현상이 일어나는 기간이 점점 길어진다.
반대로 여름에 위도 48.55° 이상인 지역에서는 밤에 밝아지는 현상이 일어나는데, 이 현상을 백야(白夜)라고 부른다. 극야와 백야는 서로 다른 반구에서 일어나는데, 북반구에서 극야가 일어나면 남반구에서는 백야가 일어나고, 남반구에서 극야가 일어나면 북반구에서는 백야가 일어난다. 이런 현상 또한 지구 자전축이 기울어져 있어서 남반구와 북반구의 계절이 반대로 되기 때문에 일어난다.

## 같이 보기
- 백야
- 춘분 (또는 춘분점) (태양의 적위가 0° 인 경우) 때, 남극점(남위 90°) 에서 극야 현상이 발생함.
- 하지 (또는 하지점) (태양의 적위가 +23.4° 인 경우) 때, 남위 66.5° 이상인 지역에서 극야 현상이 발생함.
- 추분 (또는 추분점) (태양의 적위가 0° 인 경우) 때, 북극점(북위 90°) 에서 극야 현상이 발생함.
- 동지 (또는 동지점) (태양의 적위가 -23.4° 인 경우) 때, 북위 66.5° 이상인 지역에서 극야 현상이 발생함.